# Ulvofícia
Els Ulvophyceae o Ulvophytes són una classe d'algues verdes, que es distingeixen principalment sota la base de la morfologia ultraestructural. L'enciam de mar, Ulva, hi pertany. Altres membres ben coneguts són dels gèneres Ulothrix i Acetabularia.
Els Ulvophytes són vaita en la seva morfologia i el seu hàbitat. La majoria són algues marines. Altres com Cladophora, Rhizoclonium i Pithophora viuen en aigües dolces i en algunes zones són considerades plantes adventícies.